# Attagenus jucundus

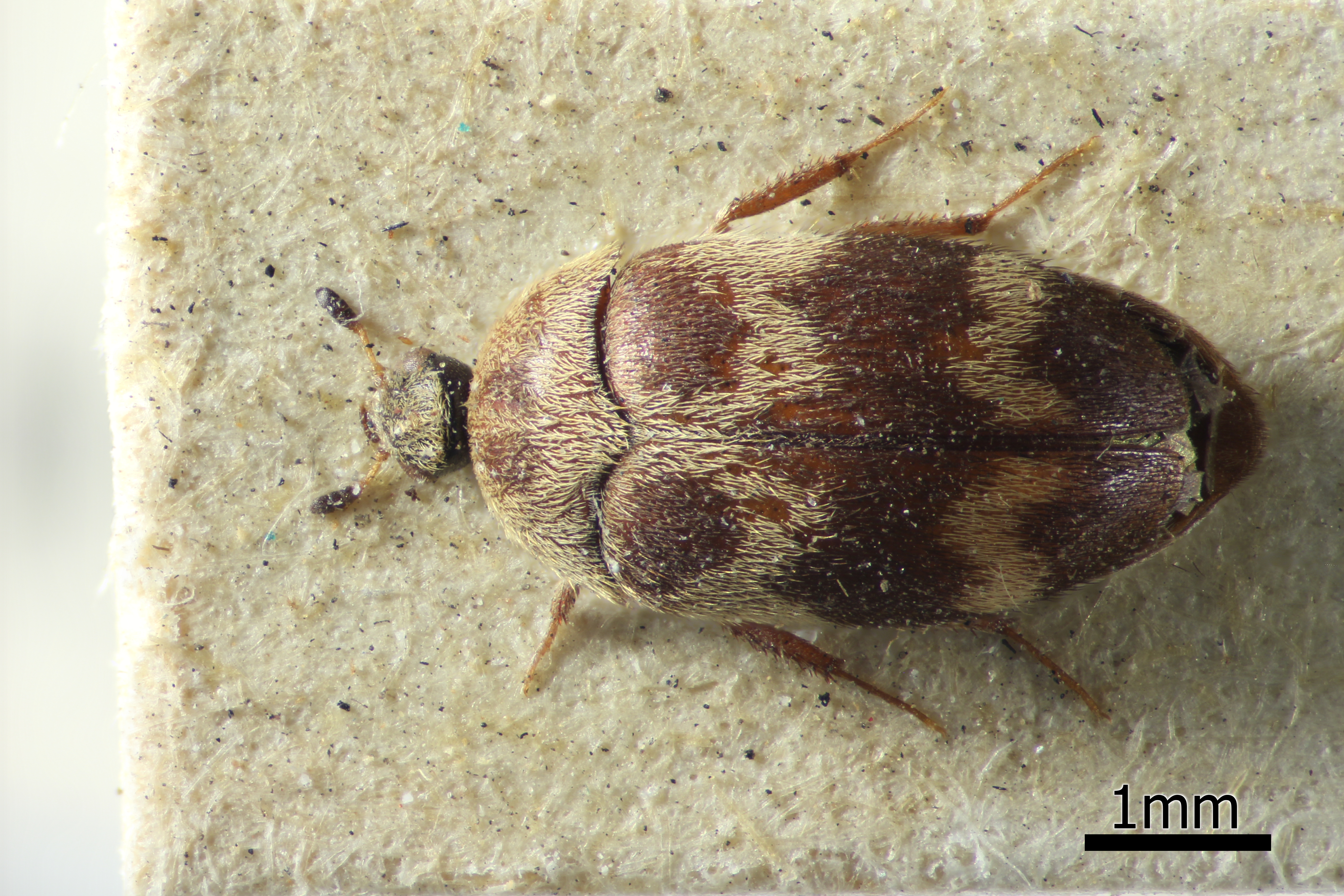
Ejemplar del attagenus jucundus en el Museo de Historia Natural de Londres.

Attagenus jucundus es una especie de coleóptero de la familia Dermestidae.

## Distribución geográfica
Habita en Mozambique, Sudáfrica y Zambia.